# Bass-ment Cuts
Bass-ment Cuts è un EP del gruppo Insane Clown Posse pubblicato sotto il nome "Inner City Posse". La canzone Set It Off è un diss al gruppo Gangsta rap N.W.A. dopo che Ice Cube ha lasciato la band.

## Tracce
1. Intro – 1:02
2. Set It Off – 3:57
3. Lock Down – 1:06
4. Bitches – 4:24
5. Insain Like – 3:40
6. Play That Hoe – 3:45
7. Ghetto Style – 1:33
8. The I.C.P. – 2:10